# Campechuela
Campechuela là một thị trấn ở tỉnh Granma của Cuba. Thị trấn này nằm ở bờ nam của vịnh Guacanayabo.
Thị trấn này được chia thành các barrio Cabecera, Ceiba Hueca, Cienaguilla, La Gloria, San Ramón và Tana.
Thị trấn Campachuela được thành lập năm 1869. Thị trấn cổ này đã trở thành trung tâm hành chính của thị trấn hiện đại từ năm 1912.
Kinh tế dựa vào nông nghiệp với ngành trồng mía đường, cây ăn quả và nuôi gia súc.

## Dân số
Năm 2004, thị trấn Campechuela có dân số 46.092 người. Tổng diện tích là 577 km² (222,8 mi²), với mật độ dân số là 79,9người/km² (206,9người/sq mi).